# أبونا أرغاوي
أبونا أرَّغاوي وتكتب باللغة الجعزية (؟؟؟) ويعرف أيضاً ب زَميكائيل أرغاوي ، هو راهب مسيحي سوري عاش في القرن السادس الميلادي .و هناك اعتقاد شعبي في أوساط أتباع الكنيسة الإثيوبية الأورثوذكسية الإثيوبية أنه هو الذي أسس دير دبرا دامو، ويعتقد أنه كان مبعوثاً أو مفوضاً من الإمبراطور غبرَ مسكل .

هو واحد من من القديسين التسعة للكنيسة الإثوبية الأورثوذكسية التوحيدية التي تدعي أنهم جاءوا إلى إثيوبيا من أحزاء مختلفة من الإمبراطورية الرومانية هرباً من الاضطهاد بعد مجمع خلقدونية في العام 451 الميلادي ،والقديسين التسعة هم :
- أبّأفسي
- أبّا أليف
- أبّا غريما
- أبّا غوبا
- أبّا ليكانوس
- أبّا بانتيليوون
- أبّا سَهما
- أبَّا يَمعاتا
- أبّا زَميكايئل : وهو نفسه أبونا أرغاوي .

هؤلاء القديسين التسعة هم الذين تنسب إليهم الترجمة الجعزية للإنجيل .

قضى 12 عاماً في بلاط الملك إيلّا ملك أكسوم ثم خرج مع أصحابه مع أتباعه وأسس دير دبرا دامو الشهير ، ويقال أن الملك كالب طلب رأيه قبل أن يتوجه بجيشه صوب الأجزاء الجنوبية من شبه الجزيرة العربية لمحاربة ذو نواس.
1. 1 2  Emmanuel K. Akyeampong; Henry Louis Gates, Jr., eds. (2012), Dictionary of African Biography (بالإنجليزية), New York City: Oxford University Press, OL:24839793M, QID:Q46002746
2. ↑  Biography of Zä-Mika'él 'Arägawi from the معجم الشخصيات الإثيوبية نسخة محفوظة 27 سبتمبر 2007 على موقع واي باك مشين.